# Phaonia major
Phaonia major är en tvåvingeart som beskrevs av Barros de Carvalho 1984. Phaonia major ingår i släktet Phaonia och familjen husflugor. Inga underarter finns listade i Catalogue of Life.